# 48070 Zizza
48070 Zizza este un asteroid din centura principală de asteroizi.

## Descriere
48070 Zizza este un asteroid din centura principală de asteroizi. A fost descoperit pe 19 martie 2001 la Junk Bond Observatory de David Healy (astronom). Asteroidul prezintă o orbită caracterizată de o semiaxă mare de 2,86 ua, o excentricitate de 0,20 și o înclinație de 3,3° în raport cu ecliptica.